# Iraq ai Giochi olimpici
L'Iraq ha partecipato per la prima volta ai Giochi olimpici nel 1948.
Gli atleti iracheni hanno vinto una medaglia ai Giochi olimpici estivi, di bronzo con Abdul Wahid Aziz a Roma 1960, mentre non hanno mai partecipato ai Giochi olimpici invernali.
Il Comitato Olimpico Nazionale dell'Iraq venne creato e riconosciuto dal CIO nel 1948.

## Medaglieri

### Medaglie alle Olimpiadi estive
| Giochi                 | Oro              | Argento          | Bronzo           | Totale           |
| ---------------------- | ---------------- | ---------------- | ---------------- | ---------------- |
| Londra 1948            | 0                | 0                | 0                | 0                |
| Helsinki 1952          | non partecipante | non partecipante | non partecipante | non partecipante |
| Melbourne 1956         | non partecipante | non partecipante | non partecipante | non partecipante |
| Roma 1960              | 0                | 0                | 1                | 1                |
| Tokyo 1964             | 0                | 0                | 0                | 0                |
| Città del Messico 1968 | 0                | 0                | 0                | 0                |
| Monaco 1972            | non partecipante | non partecipante | non partecipante | non partecipante |
| Montreal 1976          | non partecipante | non partecipante | non partecipante | non partecipante |
| Mosca 1980             | 0                | 0                | 0                | 0                |
| Los Angeles 1984       | 0                | 0                | 0                | 0                |
| Seul 1988              | 0                | 0                | 0                | 0                |
| Barcellona 1992        | 0                | 0                | 0                | 0                |
| Atlanta 1996           | 0                | 0                | 0                | 0                |
| Sydney 2000            | 0                | 0                | 0                | 0                |
| Atene 2004             | 0                | 0                | 0                | 0                |
| Pechino 2008           | 0                | 0                | 0                | 0                |
| Londra 2012            | 0                | 0                | 0                | 0                |
| Rio de Janeiro 2016    | 0                | 0                | 0                | 0                |
| 2020 Tokio             | 0                | 0                | 0                | 0                |
| 2024 Parigi            | 0                | 0                | 0                | 0                |
| Totale                 | 0                | 0                | 1                | 1                |

### Medagliati
| Medaglia | Atleta           | Edizione  | Sport             | Evento       |
| -------- | ---------------- | --------- | ----------------- | ------------ |
| Bronzo   | Abdul Wahid Aziz | Roma 1960 | Sollevamento pesi | Pesi leggeri |